# Jóannes Patursson

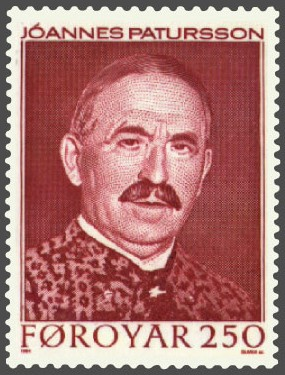
Ett färöiskt frimärke föreställande Jóannes Patursson

Jóannes Patursson egentligen Johannes Pedersen, född 6 maj 1866 i Kirkjubøur, död 2 augusti 1946 var en färöisk kungsbonde, författare och nationalistisk politiker, en av de mest inflytande männen under Färöarnas historia.
Jóannes föddes på kungsgården i Kirkjubøur som son till Poul Peder Pedersen (Páll Patursson) och Ellen Cathrine, född Djonesen (Elin Dalsgarð). Både hans syster Helena Patursson och brodern Sverre Patursson blev kända journalister och författare. Jóannes var gift med Guðny Eiriksdóttir från Karlsskála på Island. Deras son Erlandur Patursson blev också en viktig politiker och författare.
Han deltog under Julmötet 1888 och han var den som markerade Färöarnas nationalism. Till mötet skrev han Nú er tann stundin komin til handa. Den 22 år gamla studenten var då för blyg för att framföra dikten själv och överlät framförandet till den äldre Rasmus Christoffer Effersøe. Nú er tann stundin... har sedan dess blivit ett betydande uttryck för hela perioden.
Från 1901 var Jóannes Patursson medlem i Lagtinget och fram till 1906 även medlem i det danska Folketinget. I det danska landstinget satt han mellan 1918 och 1920 och senare igen 1928–1936. Han grundade partiet Sjálvstýrisflokkurin (Självstyrespartiet) år 1906 men lämnade partiet år 1940 för att grunda Fólkaflokkurin (Folkpartiet). Han satt i Lagtinget fram till sin död år 1946.

## Utmärkelser
- Riddare av Dannebrogorden,  1907[1]

[Redigera Wikidata]